# أليكس وارتون
أليكس وارتون (بالإنجليزية: Alex Wharton)‏ هو منتج أسطوانات ومدير مواهب ووكيل مواهب وملحن بريطاني، ولد في 1939 في Scunthorpe ‏ في المملكة المتحدة.